# جنیفر گلنسی
جنیفر گلنسی (انگلیسی: Jennifer Glancy؛  – ) یک پژوهشگر در زمینه مسیحیت اولیه و عهد جدید بود.